# Хилдесхајм
Хилдесхајм (њем. Hildesheim) је град у немачкој савезној држави Доња Саксонија. Једно је од 40 општинских средишта округа Хилдесхајм.
Налази се око 25 километара југоисточно од Хановера, на обалама реке Инерсте, која је мала притока реке Лајне. Град има око 102.000 становника.

## Историја
Један је од најстаријих градова северне Немачке. Седиште бискупије постао је 815. године. Цар Отон III доделио је 983. године Хилдесхајму право одржања велесајма. Статус града добио је 1249, а члан Ханзе постао је 1367. године. Романичка Катедрала Свете Марије у Хилдесхајму, потиче из 9. века. Црква светог Михаила је изграђена у време Светог Бернарда (993-1022). Хилдесхајм је са својом околином био центар Отонског царства, које је тежило да буде наследник Римског царства. Свети Бернард је изградио и украсио ово мало место тако да одговара империјалним амбицијама.
Током средњег века, Хилдесхајм није више имао толики значај, али готичка катедрала Светог Андреаса, куће трговаца и богатих грађана, као и историјска пијаца представљају вредне споменике културе тога времена.
У 16. веку дошло је до верскога сукоба између грађана, који су били за протестантизам и католичкога бискупа. Град је 1542. постао протестантски.
Крајем Другог светског рата, у бомбардовању је уништено 90% историјског центра града. Овај центар је реконструисан и данас поседује доста од свога старог шарма.

## Међународна сарадња
| Мјесто           | Држава               | Врста сарадње | Од    |
| ---------------- | -------------------- | ------------- | ----- |
| Геленџик         | Русија               | партнерство   | 1992. |
| Паданг           | Индонезија           | партнерство   | 1988. |
| Вестон-супер-Мер | Уједињено Краљевство | партнерство   | 1983. |
| Вудспринг        | Уједињено Краљевство | партнерство   | 1986. |
| Ангулем          | Француска            | партнерство   | 1965. |
| Ел Минија        | Египат               | партнерство   | 1979. |
|                  | Таџикистан           | партнерство   | 2004. |
| Ниса             | Пољска               | контакт       | 1992. |
| Хиршберг         | Пољска               | контакт       | 2000. |
| Извор            |                      |               |       |

## Географски и демографски подаци
Град се налази на надморској висини од 78 метара. Површина општине износи 92,2 . У самом граду је према процјени из 2010. године живјело 103.288 становника. Просјечна густина становништва износи 1.121 становника/. Посједује регионалну шифру (AGS) 3254021.

## Галерија
- Слика из 1895
- Градска пијаца и већница
- Црква светог Михаила